# Aquilegia eximia
Aquilegia eximia és una espècie de planta herbàcia que pertany a la família de les ranunculàcies. És un endemisme de Califòrnia, on creix en el bosc humit de la costa.

## Descripció
És una herba perennifòlia que creix d'un gruix càudex i que varia en alçada, on pot arribar a fer una alçada màxima de prop de 1,5 metres. Les fulles inferiors es divideixen en grans segments de fulla de fins a 4 o 5 centímetres de llarg i tenen un lòbul de forma ovalada. Les fulles més llunyanes a la tija no estan segmentades, però poden ser profundament lobulades. La inflorescència té una flor gran. Cada flor té cinc sèpals plans de color vermell brillant a taronja-vermell de fins a gairebé 3 centímetres de llarg, i cinc pètals que tenen uns esperons buits de fins a 4 centímetres de llarg, de color vermell ataronjat brillant a la superfície exterior i de l'interior de color groc ataronjat a groc. La boca de cada tub buit del pètal té de fins a un centímetre d'ample. Els sèpals i els pètals es reflecteixen generalment cap a la tija i els cinc pistils i molts estams prims s'estenen cap endavant des del centre de la flor.

## Taxonomia
Aquilegia eximia va ser descrita per Van Houtte ex-Planch. i publicat a Journal Général d'Horticulture 12: 13, pl. 1188. 1857.
Etimologia
Aquilegia : nom genèric que deriva del llatí aquila = "àguila", en referència a la forma dels pètals de la qual se'n diu que és com l'urpa d'una àguila.
eximia: epítet llatí que significa "distinguida".
Sinonímia
- Aquilegia adiantoides Greene
- Aquilegia fontinalis J.T.Howell
- Aquilegia tracyi Jeps.[4]